# Spaghetti aglio e olio

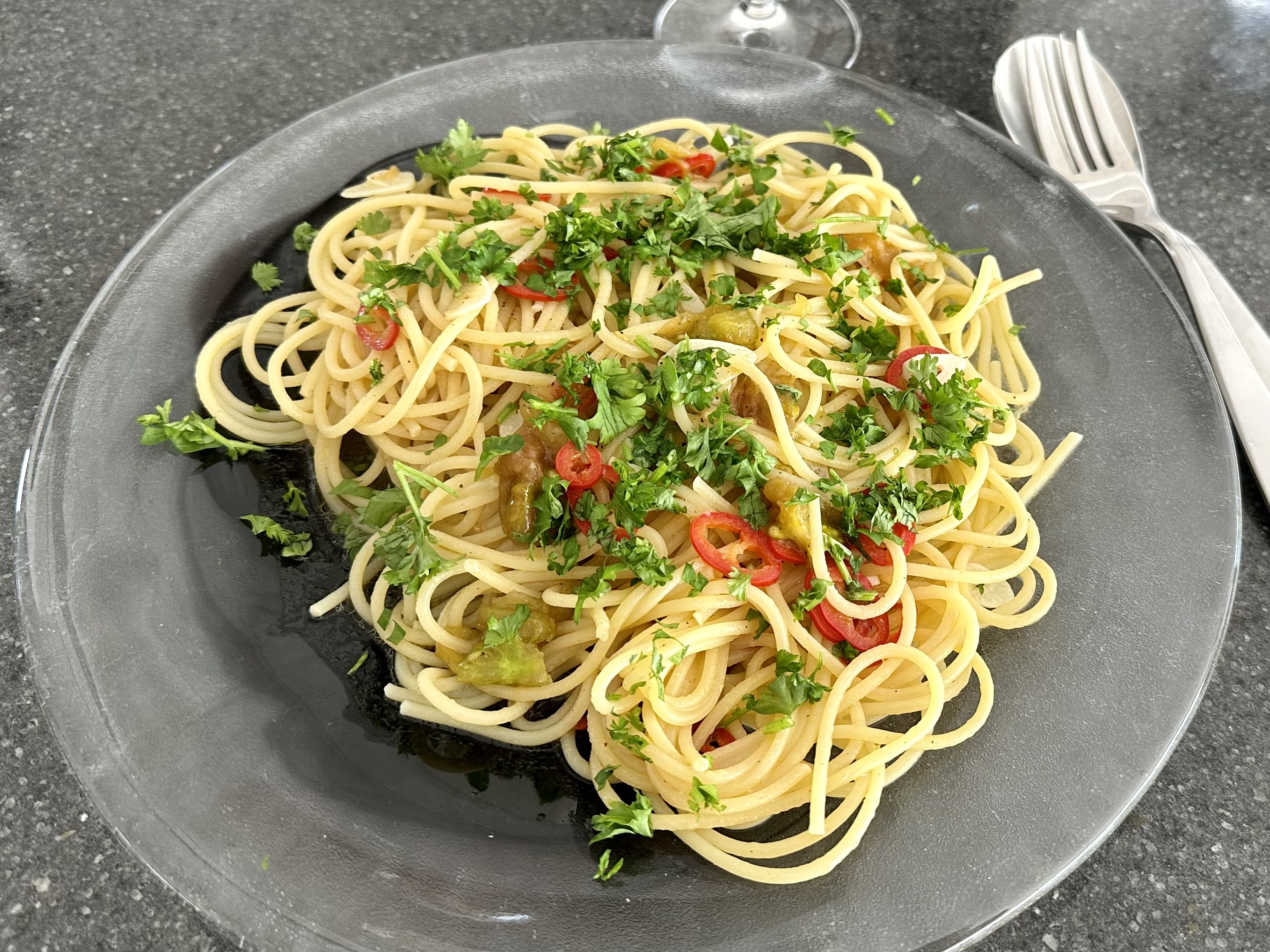
Spaghetti aglio e olio med persilja

Spaghetti aglio e olio  eller Spaghetti med vitlök och olja är en klassisk typisk lantlig italiensk pastarätt.
Huvudingredienserna är spaghetti, vitlök, olivolja och röd chilipeppar. Det grundläggande receptet kan ha sitt ursprung i regionerna Abruzzo och Kampanien, men listas även som en typisk maträtt för Lazio.